# مغالطه توسل به احتمالات
مغالطه توسل به احتمال (به انگلیسی: Appeal to probability) را می‌توان به این صورت شرح داد: وقتی نتیجه‌ای درست فرض شود چرا که احتمال درستی آن وجود دارد. شکل منطقی آن به این صورت است : X درست است چون X ممکن است درست باشد. به بیانی دیگر چیزی را درست فرض کردن، چون امکان درست بودن آن وجود دارد. یا چیزی را غلط فرض کردن چون امکان غلط بودن آن وجود دارد.
در گفتگوها و مشاجره‌های روزمره بین افراد از این مغالطه بسیار استفاده میشود. افراد برای هر چه درست‌تر نشان دادن مدعای خود از این مغالطه استفاده می‌کنند. برای مثال ممکن است کسی بگوید: «اغلب شرکت‌ها در سال اول تاسیس ورشکسته می‌شوند. شرکت تو هم همین سرنوشت را دارد.»
مثال:
تعداد کل رای‌ها و همچنین تعداد رای‌های شمرده شده برای هر یک از نامزدهای انتخابات ریاست جمهوری همه مضربی از عدد ۳ هستند. معلوم است که تعداد شرکت کنندگان ۳ برابر تعداد واقعی اعلان شده است.
ممکن است این طور باشد. اما این فقط یک احتمال است. برای نتیجه‌گیری قطعی به شواهد بیشتری نیاز است.